# Gouverneur Kemble
Gouverneur Kemble (* 25. Januar 1786 in New York City; † 16. September 1875 in Cold Spring, New York) war ein US-amerikanischer Politiker. Zwischen 1837 und 1841 vertrat er den Bundesstaat New York im US-Repräsentantenhaus.

## Werdegang
Gouverneur Kemble wurde ungefähr zweieinhalb Jahre nach dem Ende des Unabhängigkeitskrieges in New York City geboren. Er genoss eine gute Schulbildung und graduierte 1803 am Columbia College (heute Columbia University) in New York City. Danach war er in der Landwirtschaft tätig. Während eines Besuchs in Spanien im Jahr 1816 studierte er den Prozess des Kanonengusses. Nach seiner Rückkehr in die Vereinigten Staaten errichtete er eine Kanonengießerei in Cold Spring. Während des Zweiten Barbareskenkrieges mit Tripolis diente er im Mittelmeer als Naval Agent.
Politisch gehörte er der Demokratischen Partei an. Bei den Kongresswahlen des Jahres 1836 wurde Kemble im vierten Wahlbezirk von New York in das US-Repräsentantenhaus in Washington, D.C. gewählt, wo er am 4. März 1837 die Nachfolge von Aaron Ward antrat. Er wurde einmal wiedergewählt. Da er auf eine erneute Kandidatur im Jahr 1840 verzichtete, schied er nach dem 3. März 1841 aus dem Kongress aus.
Danach nahm er in den Jahren 1844 und 1860 an den Democratic National Conventions teil sowie im Jahr 1846 an der verfassunggebenden Versammlung von New York. In seinen letzten Jahren förderte er die Hudson River Railroad und den Panama Railway. 1854 wurde Gouverneur Kemble zum Ehrenmitglied (Honorary NA) der National Academy of Design gewählt. Er verstarb am 16. September 1875 in Cold Spring und wurde dort beigesetzt.